# Solenn Compper
Solenn Compper, née le 14 mars 1995 à Livry-Gargan, est une athlète française, spécialiste du 100 mètres haies.

## Biographie
Le 3 juillet 2022, elle remporte le titre du 100 m haies des Jeux méditerranéens, à Oran, en portant son record personnel à 12 s 92.

## Palmarès

### International
| Date | Compétition                   | Lieu  | Résultat | Épreuve     | Temps   |
| ---- | ----------------------------- | ----- | -------- | ----------- | ------- |
| 2013 | Championnats d'Europe juniors | Rieti | 2e       | 4 × 100 m   | 44 s 00 |
| 2022 | Jeux méditerranéens           | Oran  | 1re      | 100 m haies | 12 s 92 |

## Records
| Épreuve     | Performance | Lieu | Date           |
| ----------- | ----------- | ---- | -------------- |
| 100 m haies | 12 s 92     | Oran | 4 juillet 2022 |